# ロータシア製薬
ロータシア製薬株式会社（英語名：LOTUSIA PHARMACY CO.,LTD.）は、健康食品・医薬品・医薬部外品・化粧品の製造、販売および輸出入業務を主な事業とする日本の企業。

## 概要
2018年8月6日に設立。
「世界中の人々を健康にする」という理念の元、海外の科学論文を参考にしながらエビデンス重視の商品開発を行っている。
2019年3月に高麗人参を使用したサプリメント「マヌカジンセン」の販売を開始。高級サプリメントをうたっており、高麗人参、田七人参、発酵紅参、ジンセンベリーの4種類のジンセンを使用しているのが特徴。

## 景品表示法違反による差止め提訴
2019年9月13日に、京都消費者契約ネットワークが景品表示法違反に触れるとの理由として、ロータシア製薬に対し表示の差し止めを提訴した。